# Meigenia mutabilis
Meigenia mutabilis là một loài ruồi trong họ Tachinidae.